# Banksia shanklandiorum
Banksia shanklandiorum är en tvåhjärtbladig växtart som först beskrevs av Randall, och fick sitt nu gällande namn av A.R.Mast & K.R.Thiele. Banksia shanklandiorum ingår i släktet Banksia och familjen Proteaceae. Inga underarter finns listade i Catalogue of Life.